# Tour de Wallonie 2013
La 40e édition du Tour de Wallonie a eu lieu du 20 juillet au 24 juillet 2013. L'épreuve fait partie de l'UCI Europe Tour, dans la catégorie 2.HC.

## Présentation

### Équipes
Classé en catégorie 2.HC de l'UCI Europe Tour, le Tour de Wallonie est par conséquent ouvert aux UCI ProTeams dans la limite de 70 % des équipes participantes, aux équipes continentales professionnelles, aux équipes continentales belges et à une équipe nationale belge.
| Nom de l'équipe         | Pays       | Code |
| ----------------------- | ---------- | ---- |
| AG2R La Mondiale        | France     | ALM  |
| Belkin                  | Pays-Bas   | BEL  |
| BMC Racing              | États-Unis | BMC  |
| FDJ.fr                  | France     | FDJ  |
| Garmin-Sharp            | États-Unis | GRS  |
| Katusha                 | Russie     | KAT  |
| Lotto-Belisol           | Belgique   | LTB  |
| Omega Pharma-Quick Step | Belgique   | OPQ  |
| RadioShack-Leopard      | Luxembourg | RLT  |
| Vacansoleil-DCM         | Pays-Bas   | VCD  |

| Nom de l'équipe             | Pays     | Code |
| --------------------------- | -------- | ---- |
| Accent Jobs-Wanty           | Belgique | AJW  |
| Crelan-Euphony              | Belgique | CRE  |
| Cofidis                     | France   | COF  |
| Europcar                    | France   | EUC  |
| Topsport Vlaanderen-Baloise | Belgique | TSV  |

| Nom de l'équipe     | Pays     | Code |
| ------------------- | -------- | ---- |
| Color Code-Biowanze | Belgique | CCB  |
| Wallonie-Bruxelles  | Belgique | WBC  |

### Favoris
Les principaux sprinters présents sont le Belge Tom Boonen pour l'équipe Omega Pharma-Quick Step, l'Américain Tyler Farrar pour Garmin-Sharp, le jeune Français Arnaud Démare, de l'équipe FDJ.fr. Le vainqueur de la précédente édition, l'Italien Giacomo Nizzolo ne participe pas. L'équipe RadioShack-Leopard a pour leader le Belge Stijn Devolder.

## Étapes
| Étape     | Date       | Villes étapes       |  | Distance (km) | Vainqueur d’étape | Leader du classement général |
| --------- | ---------- | ------------------- |  | ------------- | ----------------- | ---------------------------- |
| 1re étape | 20 juillet | Ans - Eupen         |  | 183.6         | Alexandr Kolobnev | Alexandr Kolobnev            |
| 2e étape  | 21 juillet | Verviers - Engis    |  | 167.9         | Tom Boonen        | Alexandr Kolobnev            |
| 3e étape  | 22 juillet | Beaufays - Bastogne |  | 168.5         | Greg Van Avermaet | Alexandr Kolobnev            |
| 4e étape  | 23 juillet | Andenne - Clabecq   |  | 197.1         | Kenny Dehaes      | Alexandr Kolobnev            |
| 5e étape  | 24 juillet | Soignies - Thuin    |  | 144.7         | Greg Van Avermaet | Greg Van Avermaet            |

## Déroulement de la course

### 1reétape
|    | Coureur           | Équipe             |    | Temps           |
| -- | ----------------- | ------------------ | -- | --------------- |
| 1  | Alexandr Kolobnev | Katusha            | en | 5 h 04 min 21 s |
| 2  | Anthony Geslin    | FDJ.fr             | +  | 1 s             |
| 3  | Julien Bérard     | AG2R La Mondiale   |    | 3 s             |
| 4  | Stijn Devolder    | RadioShack-Leopard |    | 7 s             |
| 5  | Björn Thurau      | Europcar           |    | 17 s            |
| 6  | Paul Martens      | Belkin             |    | 24 s            |
| 7  | Daniel Oss        | BMC Racing         |    | 24 s            |
| 8  | Greg Van Avermaet | BMC Racing         |    | 24 s            |
| 9  | Marco Marcato     | Vacansoleil-DCM    |    | 24 s            |
| 10 | Anthony Roux      | FDJ.fr             |    | 24 s            |

|    | Coureur           | Équipe             |    | Temps           |
| -- | ----------------- | ------------------ | -- | --------------- |
| 1  | Alexandr Kolobnev | Katusha            | en | 5 h 04 min 11 s |
| 2  | Anthony Geslin    | FDJ.fr             | +  | 5 s             |
| 3  | Julien Bérard     | AG2R La Mondiale   |    | 8 s             |
| 4  | Stijn Devolder    | RadioShack-Leopard |    | 17 s            |
| 5  | Björn Thurau      | Europcar           |    | 27 s            |
| 6  | Laurent Mangel    | FDJ.fr             |    | 28 s            |
| 7  | Tim Wellens       | Lotto-Belisol      |    | 30 s            |
| 8  | Greg Van Avermaet | BMC Racing         |    | 31 s            |
| 9  | Marco Marcato     | Vacansoleil-DCM    |    | 32 s            |
| 10 | Tiago Machado     | RadioShack-Leopard |    | 32 s            |

### 2eétape
|    | Coureur             | Équipe                      |    | Temps           |
| -- | ------------------- | --------------------------- | -- | --------------- |
| 1  | Tom Boonen          | Omega Pharma-Quick Step     | en | 4 h 23 min 33 s |
| 2  | Tyler Farrar        | Garmin Sharp                | +  | m.t             |
| 3  | Michael Van Staeyen | Topsport Vlaanderen-Baloise |    | m.t             |
| 4  | Romain Feillu       | Vacansoleil-DCM             |    | m.t             |
| 5  | Danilo Napolitano   | Katusha                     |    | m.t             |
| 6  | Antoine Demoitié    | Wallonie-Bruxelles          |    | m.t             |
| 7  | Jetse Bol           | Belkin                      |    | m.t             |
| 8  | Giacomo Nizzolo     | RadioShack-Leopard          |    | m.t             |
| 9  | Jonas Van Genechten | Lotto-Belisol               |    | m.t             |
| 10 | Alexander Porsev    | Katusha                     |    | m.t             |

|    | Coureur           | Équipe             |    | Temps           |
| -- | ----------------- | ------------------ | -- | --------------- |
| 1  | Alexandr Kolobnev | Katusha            | en | 9 h 27 min 43 s |
| 2  | Anthony Geslin    | FDJ.fr             | +  | 6 s             |
| 3  | Julien Bérard     | AG2R La Mondiale   |    | 9 s             |
| 4  | Stijn Devolder    | RadioShack-Leopard |    | 18 s            |
| 5  | Björn Thurau      | Europcar           |    | 28 s            |
| 6  | Laurent Mangel    | FDJ.fr             |    | 29 s            |
| 7  | Tim Wellens       | Lotto-Belisol      |    | 31 s            |
| 8  | Greg Van Avermaet | BMC Racing         |    | 32 s            |
| 9  | Marco Marcato     | Vacansoleil-DCM    |    | 33 s            |
| 10 | Tiago Machado     | RadioShack-Leopard |    | 33 s            |

### 3eétape
|    | Coureur           | Équipe                      |    | Temps           |
| -- | ----------------- | --------------------------- | -- | --------------- |
| 1  | Greg Van Avermaet | BMC Racing                  | en | 4 h 15 min 53 s |
| 2  | Tom Van Asbroeck  | Topsport Vlaanderen-Baloise | +  | m.t             |
| 3  | Jempy Drucker     | Accent Jobs-Wanty           |    | m.t             |
| 4  | Daniel Oss        | BMC Racing                  |    | m.t             |
| 5  | Paul Martens      | Belkin                      |    | m.t             |
| 6  | Maxime Vantomme   | Crelan-Euphony              |    | m.t             |
| 7  | Romain Feillu     | Vacansoleil-DCM             |    | m.t             |
| 8  | Anthony Roux      | FDJ.fr                      |    | m.t             |
| 9  | Nico Sijmens      | Cofidis                     |    | m.t             |
| 10 | Michel Kreder     | Garmin-Sharp                |    | m.t             |

|    | Coureur           | Équipe                      |    | Temps            |
| -- | ----------------- | --------------------------- | -- | ---------------- |
| 1  | Alexandr Kolobnev | Katusha                     | en | 13 h 42 min 36 s |
| 2  | Anthony Geslin    | FDJ.fr                      | +  | 6 s              |
| 3  | Stijn Devolder    | RadioShack-Leopard          |    | 18 s             |
| 4  | Greg Van Avermaet | BMC Racing                  |    | 22 s             |
| 5  | Björn Thurau      | Europcar                    |    | 28 s             |
| 6  | Jempy Drucker     | Accent Jobs-Wanty           |    | 31 s             |
| 7  | Tim Wellens       | Lotto-Belisol               |    | 31 s             |
| 8  | Laurens De Vreese | Topsport Vlaanderen-Baloise |    | 32 s             |
| 9  | Marco Marcato     | Vacansoleil-DCM             |    | 33 s             |
| 10 | Tiago Machado     | RadioShack-Leopard          |    | 33 s             |

### 4eétape
|    | Coureur             | Équipe                      |    | Temps           |
| -- | ------------------- | --------------------------- | -- | --------------- |
| 1  | Kenny Dehaes        | Lotto-Belisol               | en | 4 h 57 min 15 s |
| 2  | Giacomo Nizzolo     | RadioShack-Leopard          | +  | m.t             |
| 3  | Danilo Napolitano   | Accent Jobs-Wanty           |    | m.t             |
| 4  | Raymond Kreder      | Garmin-Sharp                |    | m.t             |
| 5  | Romain Feillu       | Vacansoleil-DCM             |    | m.t             |
| 6  | Davide Appollonio   | AG2R La Mondiale            |    | m.t             |
| 7  | Michael Van Staeyen | Topsport Vlaanderen-Baloise |    | m.t             |
| 8  | Luca Paolini        | Katusha                     |    | m.t             |
| 9  | Olivier Chevalier   | Wallonie-Bruxelles          |    | m.t             |
| 10 | Nico Sijmens        | Cofidis                     |    | m.t             |

|    | Coureur           | Équipe                      |    | Temps            |
| -- | ----------------- | --------------------------- | -- | ---------------- |
| 1  | Alexandr Kolobnev | Katusha                     | en | 18 h 39 min 51 s |
| 2  | Anthony Geslin    | FDJ.fr                      | +  | 6 s              |
| 3  | Greg Van Avermaet | BMC Racing                  |    | 22 s             |
| 4  | Björn Thurau      | Europcar                    |    | 28 s             |
| 5  | Jempy Drucker     | Accent Jobs-Wanty           |    | 31 s             |
| 6  | Tim Wellens       | Lotto-Belisol               |    | 31 s             |
| 7  | Laurens De Vreese | Topsport Vlaanderen-Baloise |    | 32 s             |
| 8  | Jan Ghyselinck    | Cofidis                     |    | 32 s             |
| 9  | Marco Marcato     | Vacansoleil-DCM             |    | 33 s             |
| 10 | Tiago Machado     | RadioShack-Leopard          |    | 33 s             |

### 5eétape
|    | Coureur           | Équipe                  |    | Temps           |
| -- | ----------------- | ----------------------- | -- | --------------- |
| 1  | Greg Van Avermaet | BMC Racing              | en | 3 h 27 min 59 s |
| 2  | Daniel Oss        | BMC Racing              | +  | 3 s             |
| 3  | Marco Marcato     | Vacansoleil-DCM         |    | 3 s             |
| 4  | Olivier Chevalier | Wallonie-Bruxelles      |    | 3 s             |
| 5  | Jempy Drucker     | Accent Jobs-Wanty       |    | 7 s             |
| 6  | Paul Martens      | Belkin                  |    | 7 s             |
| 7  | Tim Wellens       | Lotto-Belisol           |    | 7 s             |
| 8  | Laurent Évrard    | Wallonie-Bruxelles      |    | 7 s             |
| 9  | Dries Devenyns    | Omega Pharma-Quick Step |    | 7 s             |
| 10 | Maxime Vantomme   | Crelan-Euphony          |    | 11 s            |

|    | Coureur           | Équipe             |    | Temps          |
| -- | ----------------- | ------------------ | -- | -------------- |
| 1  | Greg Van Avermaet | BMC Racing         | en | 22 h 8 min 2 s |
| 2  | Anthony Geslin    | FDJ.fr             | +  | 10 s           |
| 3  | Alexandr Kolobnev | Katusha            |    | 12 s           |
| 4  | Daniel Oss        | BMC Racing         |    | 20 s           |
| 5  | Marco Marcato     | Vacansoleil-DCM    |    | 20 s           |
| 6  | Jempy Drucker     | Accent Jobs-Wanty  |    | 26 s           |
| 7  | Olivier Chevalier | Wallonie-Bruxelles |    | 26 s           |
| 8  | Tim Wellens       | Lotto-Belisol      |    | 26 s           |
| 9  | Paul Martens      | Belkin             |    | 30 s           |
| 10 | Laurent Évrard    | Wallonie-Bruxelles |    | 30 s           |

## Classements finals

### Classement général
|    | Cycliste          | Équipe             |    | Temps          |
| -- | ----------------- | ------------------ | -- | -------------- |
| 1  | Greg Van Avermaet | BMC Racing         | en | 22 h 8 min 2 s |
| 2  | Anthony Geslin    | FDJ.fr             | +  | 10 s           |
| 3  | Alexandr Kolobnev | Katusha            |    | 12 s           |
| 4  | Daniel Oss        | BMC Racing         |    | 20 s           |
| 5  | Marco Marcato     | Vacansoleil-DCM    |    | 20 s           |
| 6  | Jempy Drucker     | Accent Jobs-Wanty  |    | 26 s           |
| 7  | Olivier Chevalier | Wallonie-Bruxelles |    | 26 s           |
| 8  | Tim Wellens       | Lotto-Belisol      |    | 26 s           |
| 9  | Paul Martens      | Belkin             |    | 30 s           |
| 10 | Laurent Évrard    | Wallonie-Bruxelles |    | 30 s           |

### Classements annexes
|   | Cycliste          | Équipe          | Points |
| - | ----------------- | --------------- | ------ |
| 1 | Greg Van Avermaet | BMC Racing      | 58     |
| 2 | Daniel Oss        | BMC Racing      | 43     |
| 3 | Romain Feillu     | Vacansoleil-DCM | 11     |

|   | Cycliste           | Équipe              | Points |
| - | ------------------ | ------------------- | ------ |
| 1 | Stijn Steels       | Crelan-Euphony      | 25     |
| 2 | Christophe Prémont | Crelan-Euphony      | 20     |
| 3 | Boris Vallée       | Color Code-Biowanze | 11     |

|   | Cycliste      | Équipe             | Points |
| - | ------------- | ------------------ | ------ |
| 1 | Tiago Machado | RadioShack-Leopard | 80     |
| 2 | Tim Wellens   | Lotto-Belisol      | 58     |
| 3 | Ben Gastauer  | AG2R La Mondiale   | 40     |

|   | Cycliste          | Équipe             |    | Temps           |
| - | ----------------- | ------------------ | -- | --------------- |
| 1 | Olivier Chevalier | Wallonie-Bruxelles | en | 22 h 8 min 28 s |
| 2 | Tim Wellens       | Lotto-Belisol      | +  | 0 s             |
| 3 | Laurent Évrard    | Wallonie-Bruxelles |    | 4 s             |

#### Classement par équipes
|   | Équipe                      | Pays     |    | Temps            |
| - | --------------------------- | -------- | -- | ---------------- |
| 1 | FDJ.fr                      | France   | en | 66 h 25 min 44 s |
| 2 | Topsport Vlaanderen-Baloise | Belgique | +  | 22 s             |
| 3 | Lotto-Belisol               | Belgique |    | 49 s             |

## Évolution des classements
| Étape              | Vainqueur          | Classement général | Classement par points | Classement de la montagne | Classement des sprints | Classement du meilleur jeune | Classement de la combativité | Classement par équipes |
| ------------------ | ------------------ | ------------------ | --------------------- | ------------------------- | ---------------------- | ---------------------------- | ---------------------------- | ---------------------- |
| 1                  | Alexandr Kolobnev  | Alexandr Kolobnev  | Alexandr Kolobnev     | Tiago Machado             | Laurent Mangel         | Laurent Évrard               | Boris Dron                   | FDJ.fr                 |
| 2                  | Tom Boonen         | Alexandr Kolobnev  | Alexandr Kolobnev     | Tiago Machado             | Stijn Steels           | Antoine Demoitié             | Stijn Steels                 | FDJ.fr                 |
| 3                  | Greg Van Avermaet  | Alexandr Kolobnev  | Greg Van Avermaet     | Tiago Machado             | Stijn Steels           | Tom Van Asbroeck             | Christophe Prémont           | FDJ.fr                 |
| 4                  | Kenny Dehaes       | Alexandr Kolobnev  | Romain Feillu         | Tiago Machado             | Stijn Steels           | Giacomo Nizzolo              | Christophe Prémont           | FDJ.fr                 |
| 5                  | Greg Van Avermaet  | Greg Van Avermaet  | Greg Van Avermaet     | Tiago Machado             | Stijn Steels           | Olivier Chevalier            | Christophe Prémont           | FDJ.fr                 |
| Classements finals | Classements finals | Greg Van Avermaet  | Greg Van Avermaet     | Tiago Machado             | Stijn Steels           | Olivier Chevalier            | Christophe Prémont           | FDJ.fr                 |

## Liste des participants
| Légende | Légende                                                                                                  | Légende | Légende                                                                                         |
| ------- | --- | ------- | ----------------------------------------------------------------------------------------------- |
| Num     | Dossard de départ porté par le coureur sur ce Tour de Wallonie                                           | Pos     | Position finale au classement général                                                           |
|         | Indique le vainqueur du classement général                                                               |         | Indique le vainqueur du classement de la montagne                                               |
|         | Indique le vainqueur du classement des sprints                                                           |         | Indique le vainqueur du classement du meilleur jeune                                            |
|         | Indique le vainqueur du classement par points                                                            | #       | Indique la meilleure équipe                                                                     |
| NP      | Indique un coureur qui n'a pas pris le départ d'une étape, suivi du numéro de l'étape où il s'est retiré | AB      | Indique un coureur qui n'a pas terminé une étape, suivi du numéro de l'étape où il s'est retiré |
| HD      | Indique un coureur qui a terminé une étape hors des délais, suivi du numéro de l'étape                   | *       | Indique un coureur en lice pour le maillot blanc (coureurs nés après le 1er janvier 1988)       |

| RadioShack-Leopard RNT | RadioShack-Leopard RNT | RadioShack-Leopard RNT |
| ---------------------- | ---------------------- | ---------------------- |
| Num                    | Coureur                | Pos                    |
| 1                      | Stijn Devolder (BEL)   | 29                     |
| 2                      | Danilo Hondo (GER)     | 58                     |
| 3                      | Ben Hermans (BEL)      | 23                     |
| 4                      | Bob Jungels (LUX)*     | 33                     |
| 5                      | Tiago Machado (POR)    | 19                     |
| 6                      | Giacomo Nizzolo (ITA)* | 54                     |
| 7                      | Grégory Rast (SUI)     | 45                     |

| AG2R La Mondiale ALM | AG2R La Mondiale ALM     | AG2R La Mondiale ALM |
| -------------------- | ------------------------ | -------------------- |
| Num                  | Coureur                  | Pos                  |
| 11                   | Davide Appollonio (ITA)* | AB-5                 |
| 12                   | Julien Bérard (FRA)      | 34                   |
| 13                   | Lloyd Mondory (FRA)      | 90                   |
| 14                   | Julian Kern (GER)*       | 62                   |
| 15                   | Ben Gastauer (LUX)       | 27                   |
| 16                   | Valentin Iglinskiy (KAZ) | 87                   |
| 17                   | Rinaldo Nocentini (ITA)  | AB-5                 |

| Belkin BEL | Belkin BEL               | Belkin BEL |
| ---------- | ------------------------ | ---------- |
| Num        | Coureur                  | Pos        |
| 21         | Jack Bobridge (AUS)*     | 85         |
| 22         | Jetse Bol (NED)*         | 108        |
| 23         | Paul Martens (GER)       | 9          |
| 24         | Juan Manuel Gárate (ESP) | 79         |
| 25         | Marc Goos (NED)*         | 49         |
| 26         | Tom-Jelte Slagter (NED)* | 16         |
| 27         | Dennis van Winden (NED)  | 111        |

| BMC Racing BMC | BMC Racing BMC          | BMC Racing BMC |
| -------------- | ----------------------- | -------------- |
| Num            | Coureur                 | Pos            |
| 31             | Alessandro Ballan (ITA) | NP-2           |
| 32             | Sebastian Lander (DEN)* | 98             |
| 33             | Klaas Lodewyck (BEL)    | 75             |
| 34             | Daniel Oss (ITA)        | 4              |
| 35             | Taylor Phinney (USA)*   | 46             |
| 36             | Greg Van Avermaet (BEL) | 1              |
| 37             | Yannick Eijssen (BEL)*  | 44             |

| FDJ.fr FDJ | FDJ.fr FDJ              | FDJ.fr FDJ |
| ---------- | ----------------------- | ---------- |
| Num        | Coureur                 | Pos        |
| 41         | Arnaud Démare (FRA)*    | 69         |
| 42         | Anthony Geslin (FRA)    | 2          |
| 43         | Laurent Mangel (FRA)    | 50         |
| 44         | Yoann Offredo (FRA)     | 55         |
| 45         | Laurent Pichon (FRA)    | 43         |
| 46         | Anthony Roux (FRA)      | 15         |
| 47         | Benoît Vaugrenard (FRA) | 20         |

| Garmin-Sharp GRS | Garmin-Sharp GRS      | Garmin-Sharp GRS |
| ---------------- | --------------------- | ---------------- |
| Num              | Coureur               | Pos              |
| 51               | Caleb Fairly (USA)    | 24               |
| 52               | Tyler Farrar (USA)    | 66               |
| 53               | Robert Hunter (RSA)   | 68               |
| 54               | Raymond Kreder (NED)* | 59               |
| 55               | Michel Kreder (NED)   | 37               |
| 56               | Nick Nuyens (BEL)     | 47               |
| 57               | Alex Rasmussen (DEN)  | 106              |

| Katusha KAT | Katusha KAT             | Katusha KAT |
| ----------- | ----------------------- | ----------- |
| Num         | Coureur                 | Pos         |
| 61          | Maxim Belkov (RUS)      | 96          |
| 62          | Giampaolo Caruso (ITA)  | 39          |
| 63          | Mikhail Ignatiev (RUS)  | 60          |
| 64          | Alexandr Kolobnev (RUS) | 3           |
| 65          | Luca Paolini (ITA)      | 48          |
| 66          | Alexander Porsev (RUS)  | 74          |
| 67          | Rüdiger Selig (GER)*    | 104         |

| Lotto-Belisol LTB | Lotto-Belisol LTB         | Lotto-Belisol LTB |
| ----------------- | ------------------------- | ----------------- |
| Num               | Coureur                   | Pos               |
| 71                | Jens Debusschere (BEL)*   | NP-5              |
| 72                | Kenny Dehaes (BEL)        | 91                |
| 73                | Gert Dockx (BEL)          | 21                |
| 74                | Jurgen Van de Walle (BEL) | 41                |
| 75                | Jelle Vanendert (BEL)     | 22                |
| 76                | Jonas Van Genechten (BEL) | 53                |
| 77                | Tim Wellens (BEL)*        | 8                 |

| Omega Pharma-Quick Step OPQ | Omega Pharma-Quick Step OPQ | Omega Pharma-Quick Step OPQ |
| --------------------------- | --------------------------- | --------------------------- |
| Num                         | Coureur                     | Pos                         |
| 81                          | Tom Boonen (BEL)            | 36                          |
| 82                          | Dries Devenyns (BEL)        | 11                          |
| 83                          | Nikolas Maes (BEL)          | 35                          |
| 84                          | František Raboň (CZE)       | 72                          |
| 85                          | Pieter Serry (BEL)          | 26                          |
| 86                          | Stijn Vandenbergh (BEL)     | 88                          |
| 87                          | Kristof Vandewalle (BEL)    | 32                          |

| Vacansoleil-DCM VCD | Vacansoleil-DCM VCD      | Vacansoleil-DCM VCD |
| ------------------- | ------------------------ | ------------------- |
| Num                 | Coureur                  | Pos                 |
| 91                  | Romain Feillu (FRA)      | 61                  |
| 92                  | Wesley Kreder (NED)*     | 83                  |
| 93                  | Willem Wauters (BEL)*    | 99                  |
| 94                  | Pim Ligthart (NED)       | AB-4                |
| 95                  | Marco Marcato (ITA)      | 5                   |
| 96                  | Frederik Veuchelen (BEL) | 56                  |
| 97                  | Kenny van Hummel (NED)   | 109                 |

| Accent Jobs-Wanty AJW | Accent Jobs-Wanty AJW   | Accent Jobs-Wanty AJW |
| --------------------- | ----------------------- | --------------------- |
| Num                   | Coureur                 | Pos                   |
| 101                   | Thomas Degand (BEL)     | 31                    |
| 102                   | Danilo Napolitano (ITA) | 102                   |
| 103                   | Grégory Habeaux (BEL)   | 25                    |
| 104                   | Nicolas Vogondy (FRA)   | 38                    |
| 105                   | Jempy Drucker (LUX)     | 6                     |
| 106                   | Jérôme Gilbert (BEL)    | 103                   |
| 107                   | Kévin Van Melsen (BEL)  | 93                    |

| Cofidis COF | Cofidis COF            | Cofidis COF |
| ----------- | ---------------------- | ----------- |
| Num         | Coureur                | Pos         |
| 111         | Florent Barle (FRA)    | 63          |
| 112         | Edwig Cammaerts (BEL)  | 71          |
| 113         | Jan Ghyselinck (BEL)   | 13          |
| 114         | Gert Jõeäär (EST)      | 95          |
| 115         | Nico Sijmens (BEL)     | 18          |
| 116         | Tristan Valentin (FRA) | 28          |
| 117         | Romain Zingle (BEL)    | 51          |

| Crelan-Euphony CRE | Crelan-Euphony CRE        | Crelan-Euphony CRE |
| ------------------ | ------------------------- | ------------------ |
| Num                | Coureur                   | Pos                |
| 121                | Sébastien Delfosse (BEL)  | 94                 |
| 122                | Christophe Prémont (BEL)* | 82                 |
| 123                | Stijn Steels (BEL)*       | 107                |
| 124                | Reinier Honig (NED)       | 70                 |
| 125                | Klaas Sys (BEL)           | 40                 |
| 126                | Gilles Devillers (BEL)    | 86                 |
| 127                | Maxime Vantomme (BEL)     | 14                 |

| Europcar EUC | Europcar EUC           | Europcar EUC |
| ------------ | ---------------------- | ------------ |
| Num          | Coureur                | Pos          |
| 131          | Franck Bouyer (FRA)    | 97           |
| 132          | Bryan Coquard (FRA)*   | 89           |
| 133          | Tony Hurel (FRA)       | 64           |
| 134          | Vincent Jérôme (FRA)   | 80           |
| 135          | Alexandre Pichot (FRA) | 92           |
| 136          | Björn Thurau (GER)     | 30           |
| 137          | Angélo Tulik (FRA)*    | 52           |

| Topsport Vlaanderen-Baloise TSV | Topsport Vlaanderen-Baloise TSV | Topsport Vlaanderen-Baloise TSV |
| ------------------------------- | ------------------------------- | ------------------------------- |
| Num                             | Coureur                         | Pos                             |
| 141                             | Sander Armée (BEL)              | EX-1                            |
| 142                             | Jelle Wallays (BEL)*            | 57                              |
| 143                             | Laurens De Vreese (BEL)         | 12                              |
| 144                             | Michael Van Staeyen (BEL)       | 73                              |
| 145                             | Tim Declercq (BEL)*             | 17                              |
| 146                             | Pieter Vanspeybrouck (BEL)      | 113                             |
| 147                             | Tom Van Asbroeck (BEL)*         | 42                              |

| Color Code-Biowanze CCB | Color Code-Biowanze CCB  | Color Code-Biowanze CCB |
| ----------------------- | ------------------------ | ----------------------- |
| Num                     | Coureur                  | Pos                     |
| 151                     | Boris Vallée (BEL)*      | 101                     |
| 152                     | Florent Mottet (BEL)*    | 112                     |
| 153                     | Ludwig De Winter (BEL)*  | 105                     |
| 154                     | Jérôme Kerf(BEL)*        | 110                     |
| 155                     | Loïc Pestiaux (BEL)*     | 77                      |
| 156                     | Thomas Wertz(BEL)*       | 65                      |
| 157                     | Serge Dewortelaer (BEL)* | 85                      |

| Wallonie-Bruxelles WBC | Wallonie-Bruxelles WBC   | Wallonie-Bruxelles WBC |
| ---------------------- | ------------------------ | ---------------------- |
| Num                    | Coureur                  | Pos                    |
| 161                    | Maxime Anciaux (BEL)*    | 100                    |
| 162                    | Quentin Bertholet (BEL)  | 78                     |
| 163                    | Olivier Chevalier (BEL)* | 7                      |
| 164                    | Antoine Demoitié (BEL)*  | 76                     |
| 165                    | Tom Dernies (BEL)*       | 81                     |
| 166                    | Boris Dron (BEL)         | 67                     |
| 167                    | Laurent Évrard (BEL)*    | 10                     |